# Crawford (Nebraska)
Crawford es una ciudad ubicada en el condado de Dawes en el estado estadounidense de Nebraska. En el Censo de 2010 tenía una población de 997 habitantes y una densidad poblacional de 327,61 personas por km².

## Geografía
Crawford se encuentra ubicada en las coordenadas 42°41′4″N 103°24′58″O / 42.68444, -103.41611. Según la Oficina del Censo de los Estados Unidos, Crawford tiene una superficie total de 3.04 km², de la cual 3.04 km² corresponden a tierra firme y (0%) 0 km² es agua.

## Demografía
Según el censo de 2010, había 997 personas residiendo en Crawford. La densidad de población era de 327,61 hab./km². De los 997 habitantes, Crawford estaba compuesto por el 95.59% blancos, el 0.1% eran afroamericanos, el 0.9% eran amerindios, el 0.2% eran asiáticos, el 0.7% eran isleños del Pacífico, el 0.2% eran de otras razas y el 2.31% pertenecían a dos o más razas. Del total de la población el 1% eran hispanos o latinos de cualquier raza.